# Thiozwavelzuur
Thiozwavelzuur (of waterstofthiosulfaat) is een zwak en onstabiel anorganisch zuur met als brutoformule H2S2O3. Het is een oxozuur en een thiozuur dat afgeleid is van zwavelzuur. In zuivere toestand komt het voor als een kleurloze olieachtige vloeistof, die goed oplosbaar is in water.

## Synthese
Thiozwavelzuur kan bereid worden door waterstofsulfide in reactie te brengen met zwaveltrioxide:
{\displaystyle {\ce {H2S + SO3 <=> H2S2O3}}}
Deze reactie grijpt plaatst in di-ethylether bij zeer lage temperatuur: −20 tot −78 °C. Zonder de aanwezigheid van een ether treedt enkel adductvorming op en geen reactie.
Het kan ook verkregen worden door het voorzichtig aanzuren van een oplossing van natriumthiosulfaat met waterstofchloride, en dit in di-ethylether bij −78 °C:
{\displaystyle {\ce {Na2S2O3 + 2 HCl -> H2S2O3 + 2 NaCl}}}

## Eigenschappen en reacties
Het zuur is enkel stabiel bij lage temperaturen (lager dan −10 °C). Bij hogere temperaturen treedt ontleding op, waarbij verschillende stoffen gevormd kunnen worden: waterstofsulfide, zwavel, zwaveldioxide, zwaveltrioxide en zwavelzuur.
Beide zwavelatomen bezitten in thiozwavelzuur de oxidatietoestand +II.

## Zouten van thiozwavelzuur
Van thiozwavelzuur zijn talrijke zouten bekend: zij worden thiosulfaten genoemd en zijn werkzaam als reductoren. Thiosulfaten zijn enkel stabiel in neutrale of basische oplossingen. In zuur milieu ontleden ze in zwaveldioxide, zwavel en water:
{\displaystyle {\ce {S2O3^2- + 2H+ -> SO2 + H2O + S (v)}}}
Ook zuiver thiozwavelzuur vertoont dit ontledingspatroon.
Thiosulfaten kunnen niet rechtstreeks bereid worden door thiozwavelzuur met een geschikte base (een hydroxide of carbonaat) in reactie te brengen. Natriumthiosulfaat wordt bijvoorbeeld bereid door het koken van oplossing van natriumsulfiet met zwavel:
{\displaystyle {\ce {S8 + 8Na2SO3 -> 8Na2S2O3}}}